# 扭月貝綱
扭月貝綱是腕足动物门小嘴貝型亞門下的一个已滅絕的纲，是腕足動物中多樣性很高的一個類群，古生代早期的扭月貝目和古生代晚期的長身貝目都有著非常大量且豐富的化石紀錄。
扭月貝綱於寒武紀中期出現，奧陶紀時扭月貝目極度繁盛，長身貝目則在二疊紀時占所有腕足動物類群的主導地位，但二疊紀—三疊紀滅絕事件中扭月貝綱受到重創而瀕臨滅絕，只有少數長身貝類殘存到三疊紀時期，最終完全滅絕。

## 下属分类
本纲包括以下目：
- †扭月贝目 （Strophomenida，早奧陶紀 - 中石炭紀）
- †长身贝目 （Productida，早志留紀 - 早三疊紀）
- †毕灵贝目 （Billingsellida，中寒武紀 - 晚奧陶紀）
- †直形貝目 （Orthotetida，中奧陶紀 - 晚二疊紀）